# إم بي سي 5
إم بي سي 5 (بالإنجليزية: MBC 5) وتُعرف أيضًا (بالفرنسية: MBC Cinq) هي قناة تلفزيونية فضائية تابعة لمركز تلفزيون الشرق الأوسط. أُطلقت في عام 2019 وتستهدف جمهور دول المغرب العربي. تعرض القناة محتوى ترفيهيًا متميزًا يعكس التراث، الثقافة، والتاريخ الغني لمنطقة المغرب العربي، موجهًا لجمهور واسع داخل المنطقة وخارجها. منذ انطلاقتها، تميزت القناة ببرامج بارزة مثل 'الدار داركم'، 'جوابك ذهب'، 'أسرار النساء'، و'خالد وأحبابو'، بالإضافة إلى نخبة من الإنتاجات الدرامية الأصلية وغيرها من البرامج المتنوعة.

## الأفلام التي عرضت على القناة
- ماجد
- نحبك هادي
- حياة
- عمي
- طاكسي بيض
- البحث عن السلطة المفقودة

## المسلسلات التي تعرضها القناة (حاليا)
- دابا تزيان
- سلسال الدم
- ذهاب وعودة
- عروس بيروت
- سندباد
- ساحرة الجنوب
- ممالك النار
- اصطدام
- هي
- كذبتي الحلوة
- سلمات أبو البنات
- جروح
- شهادة ميلاد
- ولاد المرسى
- اتنين في الصندوق
- ابنة السفير
- آماليا
- لحن الانتقام
- زوجة زوجي
- العدو الحبيب
- يوم ملقاك

## البرامج التي تبثها القناة
- الدار داركم
- ساعة سعيدة
- رامز بيلعب بالنار
- رامز واكل الجو
- أبشر
- ذا فويس إكسترا
- ذا فويس: أحلى صوت
- سترايك
- جلسات مع نجاة
- أسرار النساء
- رامز مجنون رسمي
- رامز قرش البحر
- ترندينغ
- خلي بالك من فيفي
- إغلب السقا